# Stresstest
Stresstest (von englisch stress testing) bezeichnet einen Test, bei dem Reaktionen auf Stress wie erhöhte Beanspruchung und Belastung physischer oder psychischer Art gemessen werden. Aufgrund seiner Verbreitung aus der Medizin in weitere Fachbereiche wie den Ingenieurwissenschaften, der Wirtschaft und der Politik bis in die Alltagssprache wurde der Begriff von der Gesellschaft für deutsche Sprache (GfdS) zum Wort des Jahres 2011 in Deutschland gewählt.

## Verwendung
Der Begriff bezeichnet ursprünglich in der Humanmedizin Belastungstests wie in der Ergometrie. Nach Angaben von Doris Steffens vom Institut für deutsche Sprache wurde er in den 1990er Jahren in der Fachsprache etabliert und ist seit der Schlichtung zum umstrittenen Bahnprojekt Stuttgart 21 2011 in die Alltagssprache eingegangen. Nach Armin Burkhardt ist das Wort „sprachlich äußerst produktiv“, da es auf immer neue Bereiche angewandt werde. Der Leiter der Dudenredaktion Werner Scholze-Stubenrecht sagte: „Es ist zu einem gängigen Wort geworden, das inzwischen auch auf Beziehungskrisen und Fußballer angewendet wird“. Der Duden teilte 2011 mit, dass das Wort in die Neuauflage des Deutschen Universalwörterbuchs und in die Onlineausgabe aufgenommen wurde. Im Zuge der Übernahme des Begriffs in andere Fachbereiche hat sich die ursprüngliche Bedeutung (Test unter tatsächlicher Belastung) aufgeweitet: Stresstest wird jetzt auch für die Simulation von Belastungsszenarien oder die Berechnung kritischer Parameter verwendet. Dies erfordert erhöhte Aufmerksamkeit bei der Bewertung der Testergebnisse im Hinblick auf die Definition der Stressbedingungen.
Er wird unter anderem in folgenden Zusammenhängen verwendet:
- in Bezug auf das Bahnprojekt Stuttgart 21: siehe Abschnitt Stresstest im Artikel Schlichtung zu Stuttgart 21
- in Bezug auf Kernkraftwerke: siehe Stresstest für Kernkraftwerke und Stresstest für Zwischenlager im Artikel Sicherheit von Kernkraftwerken
- in der Finanzwirtschaft: siehe Stresstest (Finanzwirtschaft)
- in der Informatik: siehe Lasttest (Computer)
- in der Psychologie: Tests zur Beurteilung der individuellen Belastung
- in Politik und Gesellschaft: Demokratie und Rechtsstaat[5][6][7]

## Wort des Jahres 2011
Am 16. Dezember 2011 wählte die Gesellschaft für deutsche Sprache Stresstest zum Wort des Jahres und begründete die Entscheidung wie folgt:

„Dieses Wort, ursprünglich aus der Humanmedizin stammend, begegnete im Laufe des Jahres auffällig oft. Es erwies sich dabei aus sprachlicher Sicht als äußerst produktiv und war in den verschiedensten Bereichen anzutreffen: Nicht nur Banken wurden auf ihre Belastbarkeit getestet, auch etwa das Bahnhofsprojekt Stuttgart 21, die grün-rote Landesregierung in Baden-Württemberg und deutsche Atomkraftwerke wurden Stresstests unterzogen. Diese Praxis und somit das Wort erlangten dadurch politische, wirtschaftliche und gesamtgesellschaftliche Relevanz. So ist Stresstest mittlerweile als fester Bestandteil der Alltagssprache anzusehen.“